# CXCR5
CXCR5 (англ. C-X-C chemokine receptor type 5; CD185) — рецептор хемокинов, продукт гена CXCR5. Относится к семейству хемокиновых рецепторов CXC суперсемейства рецепторов, сопряжённых с G-белком. Обеспечивает миграцию B-лимфоцитов в зону B-клеточных фолликул лимфатических узлов. Рецептор хемокина CXCL13 (BLC). Может участвовать в дифференцировке B-лимфоцитов.

## Тканевая локализация
CXCR5 специфически эспрессирован клетками лимфомы Беркитта и лимфатическими тканями, включая лимфатические узлы и селезёнку. Играет роль в миграции B-лимфоцитов. 

## В патологии
Гиперэкспрессия белка коррелирует с метастазами клеток рака молочной железы в лимфатические узлы. Высокая степень экспрессии CXCR5 также может быть связана с аномально высокой выживаемостью клеток и их миграцией в опухоли, в которых отсутствует функциональный белок p53. 